# Hugo Eduardo Herrera
Hugo Eduardo Herrera Arellano (Viña del Mar, 5 de febrero de 1974) es un abogado, catedrático y filósofo chileno especialista en el pensamiento de Immanuel Kant, Carl Schmitt, Salomon Maimon, Friedrich Hölderlin y de los «ensayistas del centenario chileno». Fue director del Instituto de Filosofía (ex-Instituto de Humanidades) de la Universidad Diego Portales desde marzo de 2013 hasta abril de 2020. En la actualidad es profesor en la Escuela de Derecho de dicha universidad.
Identificado con la derecha política pero distante del neoliberalismo, ha sido descrito como «uno de los intelectuales más lúcidos e ilustrados de la derecha en la actualidad». También se le ha catalogado por el activista Áxel Kaiser como un pensador cercano al nacionalismo chileno, al que Herrera prefiere referirse como «tradición nacional-popular», y dentro de la cual rescata principalmente la obra de Alberto Edwards, Francisco Antonio Encina, Mario Góngora y de los ensayistas del centenario. En los últimos años ha efectuado una crítica detallada del pensamiento de la izquierda chilena, en la versión que se articula en torno al Frente Amplio, por lo que Herrera entiende como un desconocimiento del principio liberal clásico de la división del poder social, así como por soslayar los límites de la deliberación pública.
Fue parte del Comité Político de Chile Vamos como independiente desde 2015. Dicha coalición, que gobernó Chile, ha sido criticada por Herrera por su "falta de política", que el escritor atribuye a la prevalencia del discurso económico por sobre cualquier otro.

## Estudios
Completó su educación básica y media en el Colegio de los Sagrados Corazones de Valparaíso-Viña del Mar. Estudió derecho en la Universidad de Valparaíso, obteniendo la licenciatura en Ciencias Jurídicas y Sociales en mayo de 1998 con tesis Fin, virtudes y ley en la 'Suma contra Gentiles', supervisada por el académico Joaquín García-Huidobro. Durante su paso por la universidad fue secretario general de la Federación de Estudiantes de la Universidad de Valparaíso (FEUV) entre 1994 y 1995, y militó en la Juventud UDI hasta en 1998, de la que se alejó por su "distancia ideológica con el partido y su discurso neoliberal".
Posteriormente, en 2004, obtuvo un doctorado en filosofía por la Universidad de Wurzburgo.

## Carrera académica
Herrera se desempeña como profesor en la Facultad de Derecho de la Universidad Diego Portales y en la Escuela de Derecho de la Universidad de Valparaíso.
Ha sido profesor visitante y dictado conferencias en diversas universidades nacionales y extranjeras. Fue becario DAAD para sus estudios de doctorado y ganador de la quinta versión del Concurso de Ensayo en Humanidades Contemporáneas, con un trabajo sobre el cientificismo.
Es autor de varios libros, publicados en Chile, Estados Unidos y Alemania, y de una serie de artículos filosóficos, aparecidos en revistas de Estados Unidos, Alemania, España y Chile. Entre sus obras se cuenta una monografía sobre Carl Schmitt, aparecida en Duncker & Humblot (Berlín), editorial alemana que publica las obras de clásicos del pensamiento político como Max Weber, Niklas Luhmann y el mismo Schmitt.
Herrera es miembro en los consejos de varias revistas científicas, entre ellas, la Revista de Ciencias Sociales de la Universidad de Valparaíso. Además, es columnista habitual en diversos medios de prensa chilenos, entre ellos, los diarios La Tercera, La Segunda, El Mercurio, El Mostrador y Revista Capital.

## Pensamiento
Distante del neoliberalismo «mudo ante discusiones teóricamente más exigentes», Herrera considera necesario densificar el pensamiento político de la derecha chilena rescatando a autores que van desde poetas como Miguel Serrano Fernández, Luis Oyarzún y Gabriela Mistral, hasta la tradición del ensayismo chileno, presente en los historiadores nacionalistas Alberto Edwards, Francisco Antonio Encina, Luis Galdames y Mario Góngora.
Reconoce cuatro tradiciones en la derecha chilena, «un pensamiento cristiano y liberal, uno cristiano social, otro nacional-popular, y uno liberal y laico». Su propuesta consiste en rescatar críticamente todas estas tradiciones para dar respuesta a los problemas del presente, decantándose sobre todo, por la tradición «nacional-popular»,cuyo origen sitúa en la formación de los partidos Nacionalista (formado por Edwards, Encina y Galdames) y Agrario Laborista.
Son particularmente importantes para su concepción intuitiva y artística de la política las nociones de «tierra», «pueblo» y «acontecimiento». Para ello, Herrera deja ver la influencia de tradiciones intelectuales como las del Volksgeist (espíritu del pueblo) del prerromanticismo alemán en pensadores como Johann Gottlieb Fichte y Johann Gottfried Herder, el vitalismo de la segunda mitad del siglo XIX y principios del siglo XX (por ejemplo, Ludwig Klages, a quien cita en Octubre en Chile), la oposición entre Gesellschaft y Gemeinschaft de Ferdinand Tönnies, y la apología de la excepcionalidad presente en Martin Heidegger y en Carl Schmitt.
Herrera ha desarrollado una reflexión sobre la crisis intelectual de la derecha chilena contemporánea, en la cual recoge el legado del pasado de ese sector, especialmente sus tradiciones de pensamiento socialcristiana y nacional-popular, como modo de revitalizar la comprensión del momento actual. Dicho análisis aparece expuesto en el libro La derecha en la Crisis del Bicentenario, publicado por Ediciones UDP en 2015.

## Obras
| Año  | Libro | Editorial                                               |
| ---- | --- | ------------------------------------------------------- |
| 2000 | Cinco ensayos sobre la fundamentación de la praxis                                                                                   | Valparaíso: Ediciones de la Universidad de Valparaíso   |
| 2005 | Sein und Staat. Die ontologische Begründung der politischen Praxis bei Helmut Kuhn                                                   | Würzburg: Königshausen & Neumann                        |
| 2009 | ¿De qué hablamos cuando hablamos de Estado? Ensayo filosófico de justificación de la praxis política                                 | Santiago de Chile: Instituto de Estudios de la Sociedad |
| 2010 | Carl Schmitt als politischer Philosoph. Versuch einer Bestimmung seiner Stellung bezüglich der Tradition der praktischen Philosophie | Berlín: Duncker & Humblot                               |
| 2011 | Más allá del cientificismo | Santiago de Chile: Ediciones Universidad Diego Portales |
| 2012 | La excepción universitaria. Reflexiones sobre la educación superior chilena                                                          | Santiago de Chile: Ediciones Universidad Diego Portales |
| 2015 | La derecha en la crisis del bicentenario                                                                                             | Santiago de Chile: Ediciones Universidad Diego Portales |
| 2016 | La frágil universidad | Santiago de Chile: Centro de Estudios Públicos          |
| 2019 | Octubre en Chile | Santiago de Chile: Katankura                            |
| 2020 | Carl Schmitt Between Technological Rationality and Theology: The Position and Meaning of His Legal Thought                           | New York: State University of New York Press            |
| 2020 | Razón bruta revolucionaria | Santiago de Chile: Katankura                            |
| 2021 | Crisis epocal y republicanismo popular                                                                                               | Santiago de Chile: Ediciones del Puangue                |
| 2021 | Pensadores peligrosos. La comprensión en Francisco Antonio Encina, Alberto Edwards y Mario Góngora                                   | Santiago de Chile: Ediciones Universidad Diego Portales |
| 2023 | El último romántico. El pensamiento de Mario Góngora                                                                                 | Santiago de Chile: Crítica                              |